# Rodolfo Sandoval
Rodolfo Ariel Sandoval (1948. október 4. –) uruguayi válogatott labdarúgó.

## Pályafutása

### A válogatottban
1970 és 1971 között 3 alkalommal szerepelt az uruguayi válogatottban. Részt vett az 1970-es világbajnokságon.

## Sikerei, díjai
Peñarol
- Uruguayi bajnok (3): 1973, 1974, 1975
- Copa Libertadores döntős (1): 1970